# Zonsverduistering van 30 maart 2033

Animatie zonsverduistering
op 30 maart 2033

De totale zonsverduistering van 30 maart 2033 trekt veel over zee, maar is op land zichtbaar vanuit Rusland en Alaska. 

## Lengte

### Maximum
Het punt met maximale totaliteit ligt in Alaska, aan de kust vlak bij de plaats Barrow, en duurt 4m09,4s.

### Limieten
| Fenomeen                    | Code | Tijdstip UTC |
| --------------------------- | ---- | ------------ |
| Eerste contact bijschaduw   | P1   | 15:59:17.7   |
| Eerste contact kernschaduw  | U1   | 17:35:34.0   |
| Kernschaduw compleet vanaf  | U2   | 17:47:55.5   |
| Bijschaduw compleet vanaf   | P2   | Niet         |
| Maximum eclips              | GE   | 18:01:07.5   |
| Bijschaduw compleet t/m     | P3   | Niet         |
| Kernschaduw compleet t/m    | U3   | 18:13:56.5   |
| Laatste contact kernschaduw | U4   | 18:26:17.3   |
| Laatste contact bijschaduw  | P4   | 20:02:43.1   |

## Zichtbaarheid
De totale verduistering zal achtereenvolgens te zien zijn in de volgende gebieden :

### Rusland
1. Tsjoekotka

### Alaska
1. Bethel
2. Wade Hampton
3. Yukon-Koyukuk
4. Nome
5. Northwest Arctic
6. North Slope